# American Le Mans Series 2002
Navigation
Édition précédente Édition suivante
L'American Le Mans Series 2002 a été la quatrième saison de ce championnat.

## Calendrier
| Manche | Course                                            | Circuit                | Date         |
| ------ | ------------------------------------------------- | ---------------------- | ------------ |
| 1      | 12 Heures de Sebring                              | Sebring                | 16 mars      |
| 2      | Grand Prix de Sonoma                              | Infineon Raceway       | 19 mai       |
| 3      | American Le Mans at Mid-Ohio                      | Mid-Ohio               | 30 juin      |
| 4      | Road America 500 presented by the Chicago Tribune | Road America           | 7 juillet    |
| 5      | Grand Prix de Washington D.C.                     | RFK Stadium            | 21 juillet   |
| 6      | Le Grand Prix de Trois-Rivières                   | Circuit Trois-Rivières | 3 août       |
| 7      | Grand Prix de Mosport                             | Mosport                | 18 août      |
| 8      | Monterey Sports Car Championships                 | Laguna Seca            | 22 septembre |
| 9      | American Le Mans Challenge                        | Bayfront Park          | 5 octobre    |
| 10     | Petit Le Mans                                     | Road Atlanta           | 12 octobre   |

## Résultats
Les vainqueurs du classement général de chaque manche sont inscrits en caractères gras.
| Manche | Circuit                | Équipe victorieuse LMP900                          | Équipe victorieuse LMP675                | Équipe victorieuse GTS                    | Équipe victorieuse GT          | Résultats |
| Manche | Circuit                | Pilotes victorieux LMP900                          | Pilotes victorieux LMP675                | Pilotes victorieux GTS                    | Pilotes victorieux GT          | Résultats |
| ------ | ---------------------- | -------------------------------------------------- | ---------------------------------------- | ----------------------------------------- | ------------------------------ | --------- |
| 1      | Sebring                | #2 Audi Sport North America                        | #37 Intersport Racing                    | #3 Corvette Racing                        | #23 Alex Job Racing            | Résultats |
| 1      | Sebring                | Rinaldo Capello Christian Pescatori Johnny Herbert | Jon Field Duncan Dayton Mike Durand      | Ron Fellows Johnny O'Connell Oliver Gavin | Sascha Maassen Lucas Luhr      | Résultats |
| 2      | Infineon               | #50 Panoz Motor Sports                             | #13 Archangel Motorsports                | #3 Corvette Racing                        | #23 Alex Job Racing            | Résultats |
| 2      | Infineon               | David Brabham Jan Magnussen                        | Ben Devlin Dave McEntee                  | Ron Fellows Johnny O'Connell              | Sascha Maassen Lucas Luhr      | Résultats |
| 3      | Mid-Ohio               | #1 Audi Sport North America                        | #56 Team Bucknum Racing                  | #3 Corvette Racing                        | #66 The Racer's Group          | Résultats |
| 3      | Mid-Ohio               | Frank Biela Emanuele Pirro                         | Jeff Bucknum Chris McMurry Bryan Willman | Ron Fellows Johnny O'Connell              | Kevin Buckler B.J. Zacharias   | Résultats |
| 4      | Road America           | #2 Audi Sport North America                        | #13 Archangel Motorsports                | #4 Corvette Racing                        | #22 Alex Job Racing            | Résultats |
| 4      | Road America           | Tom Kristensen Rinaldo Capello                     | Ben Devlin Peter MacLeod Larry Oberto    | Andy Pilgrim Kelly Collins                | Timo Bernhard Jörg Bergmeister | Résultats |
| 5      | RFK Stadium            | #50 Panoz Motor Sports                             | #37 Intersport Racing                    | #3 Corvette Racing                        | #23 Alex Job Racing            | Résultats |
| 5      | RFK Stadium            | David Brabham Jan Magnussen                        | Jon Field Clint Field                    | Ron Fellows Johnny O'Connell              | Sascha Maassen Lucas Luhr      | Résultats |
| 6      | Circuit Trois-Rivières | #2 Audi Sport North America                        | #56 Team Bucknum Racing                  | #4 Corvette Racing                        | #23 Alex Job Racing            | Résultats |
| 6      | Circuit Trois-Rivières | Tom Kristensen Rinaldo Capello                     | Jeff Bucknum Chris McMurry Bryan Willman | Andy Pilgrim Kelly Collins                | Sascha Maassen Lucas Luhr      | Résultats |
| 7      | Mosport                | #2 Audi Sport North America                        | #56 Team Bucknum Racing                  | #3 Corvette Racing                        | #66 The Racer's Group          | Résultats |
| 7      | Mosport                | Tom Kristensen Rinaldo Capello                     | Jeff Bucknum Chris McMurry Bryan Willman | Ron Fellows Johnny O'Connell              | Kevin Buckler Brian Cunningham | Résultats |
| 8      | Laguna Seca            | #1 Audi Sport North America                        | #11 KnightHawk Racing                    | #33 Prodrive                              | #23 Alex Job Racing            | Résultats |
| 8      | Laguna Seca            | Frank Biela Emanuele Pirro                         | Chad Block Steve Knight Claudia Hürtgen  | Tomáš Enge Peter Kox                      | Sascha Maassen Lucas Luhr      | Résultats |
| 9      | Bayfront Park          | #1 Audi Sport North America                        | #11 KnightHawk Racing                    | #3 Corvette Racing                        | #23 Alex Job Racing            | Résultats |
| 9      | Bayfront Park          | Frank Biela Emanuele Pirro                         | Chad Block Claudia Hürtgen               | Ron Fellows Johnny O'Connell              | Sascha Maassen Lucas Luhr      | Résultats |
| 10     | Road Atlanta           | #2 Audi Sport North America                        | #37 Intersport Racing                    | #3 Corvette Racing                        | #23 Alex Job Racing            | Résultats |
| 10     | Road Atlanta           | Tom Kristensen Rinaldo Capello                     | Jon Field Duncan Dayton Michael Durand   | Ron Fellows Johnny O'Connell Oliver Gavin | Sascha Maassen Lucas Luhr      | Résultats |

## Classement écuries

### Classement LMP900
| Pos. | Écurie                    | Châssis                   | Moteur                           | 1  | 2  | 3  | 4  | 5  | 6  | 7  | 8  | 9  | 10 | Total |
| ---- | ------------------------- | ------------------------- | -------------------------------- | -- | -- | -- | -- | -- | -- | -- | -- | -- | -- | ----- |
| 1    | Audi Sport North America  | Audi R8                   | Audi 3.6L Turbo V8               | 30 | 12 | 25 | 25 | 21 | 25 | 25 | 25 | 25 | 30 | 243   |
| 2    | Champion Racing           | Audi R8                   | Audi 3.6L Turbo V8               | 26 | 21 | 12 | 19 | 15 | 19 | 21 | 21 | 15 | 26 | 195   |
| 3    | Panoz Motor Sports        | Panoz LMP01 Evo           | Élan 6L8 6.0L V8                 | 18 | 25 | 19 | 13 | 25 | 17 | 17 | 15 | 17 | 20 | 186   |
| 4    | Intersport Racing         | Lola B2K/10               | Judd GV4 4.0L V10                |    | 15 | 13 | 17 | 12 | 13 | 13 | 13 | 11 | 14 | 121   |
| 5    | Team Cadillac             | Cadillac Northstar LMP-02 | Cadillac Northstar 4.0L Turbo V8 | 16 |    |    |    | 17 |    | 19 | 19 | 21 | 24 | 116   |
| 6    | Dyson Racing Team         | Riley & Scott Mk III      | Lincoln (Élan) 6.0L V8           | 22 | 17 | 15 |    | 13 | 14 |    |    |    |    | 81    |
| 7    | MBD Sportscar             | Panoz LMP07               | Mugen MF408S 4.0L V8             | 12 | 14 | 14 | 15 |    |    |    |    |    |    | 55    |
| 8    | Riley & Scott Racing      | Riley & Scott Mk III C    | Élan 6L8 6.0L V8                 | 24 |    |    |    |    |    |    |    | 14 | 16 | 54    |
| 9    | Chamberlain               | Dome S101                 | Judd GV4 4.0L V10                |    |    |    |    |    |    |    | 12 | 10 | 15 | 37    |
| 10   | Team Ascari               | Ascari KZR-1              | Judd GV4 4.0L V10                | 19 |    |    |    |    |    |    |    |    |    | 19    |
| 11   | Sezio Florida Racing Team | Norma M2000               | Ford (Kinetic) 6.0L V8           |    |    |    |    |    |    |    |    |    | 17 | 17    |
| 12   | Gunnar Racing             | Panoz LMP-1 Roadster-S    | Élan 6L8 6.0L V8                 | 13 |    |    |    |    |    |    |    |    |    | 13    |

### Classement LMP675
| Pos. | Écurie                     | Châssis        | Moteur                                            | 1  | 2  | 3  | 4  | 5  | 6  | 7  | 8  | 9  | 10 | Total |
| ---- | -------------------------- | -------------- | ------------------------------------------------- | -- | -- | -- | -- | -- | -- | -- | -- | -- | -- | ----- |
| 1    | KnightHawk Racing          | MG-Lola EX257  | MG (AER) XP20 2.0L Turbo I4                       | 22 | 21 | 19 | 19 | 17 | 15 | 17 | 25 | 25 | 22 | 202   |
| 2    | Intersport Racing          | MG-Lola EX257  | MG (AER) XP20 2.0L Turbo I4                       | 30 | 19 | 17 | 15 | 25 | 17 | 14 | 19 | 15 | 30 | 201   |
| 3    | Archangel Motorsports      | Lola B2K/40    | Ford (Millington) 2.0L Turbo I4                   |    | 25 | 21 | 25 | 19 | 21 | 19 | 17 | 17 | 26 | 190   |
| 4    | Team Bucknum Racing        | Pilbeam MP84   | Nissan (AER) VQL 3.0L V6 Nissan (AER) VQL 3.4L V6 | 17 |    | 25 | 17 | 21 | 25 | 25 | 15 | 14 | 24 | 183   |
| 5    | Dyson Racing Team          | MG-Lola EX257  | MG (AER) XP20 2.0L Turbo I4                       |    |    |    |    |    |    | 15 | 21 | 21 | 18 | 75    |
| 6    | Team Spencer Motorsports   | Lola B2K/42    | Mazda 20B 2.0L 2-Rotor                            |    | 17 | 14 |    |    |    |    | 13 |    | 15 | 59    |
| 7    | AB Motorsport              | Pilbeam MP84   | Nissan (AER) VQL 3.0L V6                          |    |    | 15 | 21 |    |    |    |    | 19 |    | 55    |
| 8    | AutoExe Motorsports        | WR LMP-02      | Mazda R26B 2.6L 4-Rotor                           | 24 |    |    |    |    |    |    |    |    | 17 | 41    |
| 9    | Essex Racing               | Lola B2K/40    | Nissan (AER) VQL 3.0L V6                          |    |    |    |    |    | 19 | 21 |    |    |    | 40    |
| 10   | Racing Organisation Course | Reynard 2KQ-LM | Volkswagen 2.0L Turbo I4                          | 26 |    |    |    |    |    |    |    |    |    | 26    |
| 11   | Welter Racing              | WR LMP-01      | Peugeot 2.0L Turbo I4                             | 20 |    |    |    |    |    |    |    |    |    | 20    |
| 12=  | Kyser Racing               | Lola B2K/40    | Nissan (AER) VQL 3.0L V6                          | 19 |    |    |    |    |    |    |    |    |    | 19    |
| 12=  | Archangel Motorsport       | Reynard 01Q    | Ford (Nicholson-McLaren) 3.3L V8                  |    |    |    |    |    |    |    |    |    | 19 | 19    |
| 14=  | Noel del Bello Racing      | Reynard 2KQ-LM | Volkswagen 2.0L Turbo I4                          | 18 |    |    |    |    |    |    |    |    |    | 18    |
| 14=  | R.N. Motorsports           | Reynard 02S    | Zytek ZG348 3.4L V8                               |    |    |    |    |    |    |    |    |    | 18 | 18    |

### Classement GTS
| Pos. | Écurie                 | Châssis                   | Moteur            | 1  | 2  | 3  | 4  | 5  | 6  | 7  | 8  | 9  | 10 | Total |
| ---- | ---------------------- | ------------------------- | ----------------- | -- | -- | -- | -- | -- | -- | -- | -- | -- | -- | ----- |
| 1    | Corvette Racing        | Chevrolet Corvette C5-R   | Chevrolet 7.0L V8 | 30 | 25 | 25 | 25 | 25 | 25 | 25 | 19 | 25 | 30 | 254   |
| 2    | Konrad Motorsport      | Saleen S7-R               | Ford 7.0L V8      | 26 | 19 | 17 | 14 | 17 | 14 | 19 | 21 | 14 | 20 | 181   |
| 3    | American Viperacing    | Dodge Viper GTS-R         | Dodge 8.0L V10    | 20 | 17 | 19 | 17 | 15 | 17 | 17 | 17 | 15 | 18 | 172   |
| 4    | Team Olive Garden      | Ferrari 550 Maranello     | Ferrari 5.4L V12  | 13 |    | 15 | 19 | 19 | 19 | 14 | 14 | 17 | 22 | 152   |
| 5    | Prodrive               | Ferrari 550-GTS Maranello | Ferrari 6.0L V12  | 19 |    |    |    |    |    |    | 25 | 19 | 26 | 89    |
| 6    | Graham Nash Motorsport | Saleen S7-R               | Ford 7.0L V8      | 14 |    |    |    |    |    |    |    | 13 | 17 | 44    |
| 7    | Larbre Compétition     | Chrysler Viper GTS-R      | Chrysler 8.0L V10 | 24 |    |    |    |    |    |    |    |    |    | 24    |
| 8    | Park Place Racing      | Saleen S7-R               | Ford 7.0L V8      | 18 |    |    |    |    |    |    |    |    |    | 18    |
| 9    | Team Carsport Holland  | Chrysler Viper GTS-R      | Chrysler 8.0L V10 | 17 |    |    |    |    |    |    |    |    |    | 17    |

### Classement GT
| Pos. | Écurie                      | Châssis                              | Moteur              | 1  | 2  | 3  | 4  | 5  | 6  | 7  | 8  | 9  | 10 | Total |
| ---- | --------------------------- | ------------------------------------ | ------------------- | -- | -- | -- | -- | -- | -- | -- | -- | -- | -- | ----- |
| 1    | Alex Job Racing             | Porsche 911 GT3-RS                   | Porsche 3.6L Flat-6 | 30 | 25 | 21 | 25 | 25 | 25 | 19 | 25 | 25 | 30 | 250   |
| 2    | The Racer's Group           | Porsche 911 GT3-RS                   | Porsche 3.6L Flat-6 | 22 | 21 | 25 | 19 | 21 | 19 | 25 | 19 | 19 | 20 | 210   |
| 3    | Orbit                       | Porsche 911 GT3-RS                   | Porsche 3.6L Flat-6 | 19 | 15 | 14 | 15 | 14 | 15 | 21 | 15 | 15 | 22 | 165   |
| 4    | Seikel Motorsport           | Porsche 911 GT3-RS                   | Porsche 3.6L Flat-6 | 26 | 12 |    | 17 |    |    | 17 | 14 |    | 18 | 104   |
| 5    | J-3 Racing                  | Porsche 911 GT3-RS                   | Porsche 3.6L Flat-6 |    | 17 | 19 | 11 | 11 |    |    | 11 | 17 |    | 86    |
| 6    | Porschehaus Racing          | Porsche 911 GT3-RS                   | Porsche 3.6L Flat-6 |    | 13 | 15 | 12 | 9  | 17 | 13 |    |    |    | 79    |
| 7    | Alegra Motorsports          | BMW M3                               | BMW 3.2L I6         |    |    |    |    | 13 | 14 |    |    | 11 | 17 | 55    |
| 8    | Petersen Motorsports        | Porsche 911 GT3-RS                   | Porsche 3.6L Flat-6 |    | 11 | 12 |    |    |    |    |    |    | 26 | 49    |
| 9    | Risi Competizione           | Ferrari 360GT Modena                 | Ferrari 3.6L V8     |    |    |    |    |    |    |    | 21 |    | 24 | 45    |
| 10   | P.K. Sport                  | Porsche 911 GT3-R Porsche 911 GT3-RS | Porsche 3.6L Flat-6 | 24 |    |    |    |    |    |    |    |    | 19 | 43    |
| 11   | Schumacher Racing           | Porsche 911 GT3-RS                   | Porsche 3.6L Flat-6 |    | 10 | 17 |    | 15 |    |    |    |    |    | 42    |
| 12   | Cirtek Motorsport           | Porsche 911 GT3-R                    | Porsche 3.6L Flat-6 | 12 |    |    |    |    |    |    |    |    | 16 | 28    |
| 13   | Perspective USA Corporation | Porsche 911 GT3-RS                   | Porsche 3.6L Flat-6 |    |    |    |    |    |    |    |    | 13 | 14 | 27    |
| 14   | XL Racing                   | Ferrari 550 Maranello                | Ferrari 5.4L V12    |    |    |    | 13 |    |    |    |    |    | 12 | 25    |
| 15   | 917 Racing Team             | Porsche 911 GT3-RS                   | Porsche 3.6L Flat-6 | 18 |    |    |    |    |    |    |    |    |    | 18    |
| 16   | Freisinger Motorsport       | Porsche 911 GT3-RS                   | Porsche 3.6L Flat-6 | 15 |    |    |    |    |    |    |    |    |    | 15    |
| 17   | JMB Racing                  | Ferrari 360GT Modena                 | Ferrari 3.6L V8     | 14 |    |    |    |    |    |    |    |    |    | 14    |
| 18=  | Harlow Motorsport Ricardo   | Porsche 911 GT3-R                    | Porsche 3.6L Flat-6 | 13 |    |    |    |    |    |    |    |    |    | 13    |
| 18=  | Sebah Automotive            | Porsche 911 GT3-R                    | Porsche 3.6L Flat-6 |    |    |    |    |    |    |    |    |    | 13 | 13    |
| 20=  | Front Porch Racing          | Porsche 911 GT3-R                    | Porsche 3.6L Flat-6 |    |    |    |    | 12 |    |    |    |    |    | 12    |
| 20=  | Rennwerks Motorsports       | Porsche 911 GT3-R                    | Porsche 3.6L Flat-6 |    |    |    |    |    |    |    | 12 |    |    | 12    |
| 22=  | Spyker Squadron             | Spyker C8 Double-12R                 | BMW 4.0L V8         | 10 |    |    |    |    |    |    |    |    |    | 10    |
| 22=  | Speedsource                 | Porsche 911 GT3-R                    | Porsche 3.6L Flat-6 |    |    |    |    | 10 |    |    |    |    |    | 10    |